# جين فريكس
جين فريكس (ジン=フリークス, Jin Furīkusu) هو والد البطل الرئيسي لسلسلة هنتر x هنتر غون فريكس. أصبح هجره لغون محفزاً لهذا الأخير على أن يكون صياداً. هو صياد يحمل نجمتين، وأحد الجيونبشين الإثني عشر، كما أنه أحد مصممي لعبة غريد أيلاند (جزيرة الطمع).

## الشخصية
يمتلك جين شخصية خجولة وعنيدة، لدرجة أنه أراد من غون أن يقابله وحده زاعماً بأنه سيكون من الجبن إن أحضر غون صديقاً معه لمقابلته، مما جعل واحدة من أصدقاء جين تسأل هذا الأخير إن كان يخاف من مواجهة الناس. إذا حكمنا عليه من خلال تصرفاته في آرك انتخاب رئيس جمعية الصيادين بتأكيده على أن وصية نيتيرو سيتم إنجازها، سوف نجد بأنه يحترم الرئيس الراحل إلى حد كبير.

## القدرات
لم يتم الكشف عن قدراته بعد لكن كونه صيادًا ذا نجمتين ومرشحًا قويا لحمل النجمة الثالثة وواحدًا من الأبراج الاثنا عشر ومقدرته على هزيمة وإمساك المجرم السابق رايزر الذي يعتبر مستعمل نين قوي واهتمام هيسوكا به ووصف الرئيس السابق نيتيرو له بأنّه من أفضل خمسة مستعملي النين في العالم، يعني أنّ مهاراته القتالية وقدرات النين خاصّته من مستوى عال للغاية. وهناك مثال آخر لقوته وهو مقاتلته لمعظم أعضاء جمعية الصيادين والخروج سليما دون خدش واحد حتّى.
لدى جين موهبة التقليد المهارات حيث إنه قلد تقنية ليوريو وقلد تقنيات أخرى يستعملها هو
الآخر.

## اقتباسات
«الصيادون هم مجموعة أشخاص مصابون بعقدة الأنانية. فنحن قد نتخلى عن أي شيء لكي نحصل على ما نريد.» — جين مخاطبـًا غـون
«إذا أردت رؤية قدراتي؛ تعال وواجهني»_جين مخاطبًا باريستون
«إذا جعلت هدفي يتحرك كما أشاء، فقد نجحت كصياد»-جين مخاطبًا بينز

## روابط خارجية
- جين فريكس - Hunter X Hunter Wikia